# George A. M. Cross
George Alan Martin Cross (* 27. September 1942 in Cheshire) ist ein in Großbritannien geborener US-amerikanischer Molekularbiologe und Parasitologe. Er befasst sich insbesondere mit Trypanosomen und anderen einzelligen Parasiten.
Cross studierte an der Universität Cambridge, wo er 1964 seinen Bachelorabschluss machte und 1968 in Mikrobiologie promoviert wurde. 1969 bis 1977 forschte er in medizinischer Parasitologie beim Medical Research Council und 1977 bis 1982 in den Forschungslaboratorien des Wellcome Trust, wo er die Immunchemie und Molekularbiologie leitete. Außerdem war er 1980 bis 1984 Berater und Instructor in Biologie an den Woods Hole Marine Laboratories. Seit 1982 ist er Andre und Bella Meyer Professor für Molekulare Parasitologie an der Rockefeller University, an der er 1995 bis 1999 Dekan war. 1983 bis 1987 war er Berater der WHO.
Sein Spezialgebiet sind Trypanosomen, die unter anderem die häufig tödlichen Chagas-Krankheit und Schlafkrankheit in den Tropen verursachen. Da sie sich relativ früh von den übrigen Eukaryoten abgespalten haben, haben sie teilweise einzigartige genetische Mechanismen entwickelt, wie eine posttranskriptionelle Modifikation der im Gegensatz zu den meisten Eukaryoten polycistronischen m-RNA. Wie Cross mit Mitarbeitern zeigte, besteht die Zelloberfläche aus einer Sorte eines Glykoproteins, das aber hoch variabel unter den einzelnen Trypanosomenstämmen ist. Diese hohe Variabilität der Oberflächen-Glykoproteine (VSG, variant surface glycoprotein) dient dazu, der Vernichtung durch das Immunsystem des Wirts zu entgehen. Cross forschte mit seinem Labor an den speziellen genetischen Mechanismen, die diese Variabilität ermöglichen (Austausch der beteiligten Gene und Wechsel des Orts der Genexpression, der an telomeren Stellen codiert ist).
1984 erhielt er den Paul-Ehrlich-und-Ludwig-Darmstaedter-Preis. 1978 erhielt er den Fleming Prize der Society of General Microbiology und 1983 die Chalmers Memorial Medal der Royal Society of Tropical Medicine and Hygiene. 1998 erhielt er die Leeuwenhoek-Medaille der Royal Society. Er ist seit 1984 Fellow der Royal Society.
Er ist US-amerikanischer Staatsbürger. Cross ist seit 1986 verheiratet und hat eine Tochter.